# Žofinská huť
Žofinská huť byl železárenský komplex vybudovaný vídeňskou První rakousko-uherskou společností v blízkosti uhelného dolu a koksovny Karolina v blízkosti centra Moravské Ostravy.

## Historie
V roce 1871 byla založena z iniciativy bankovního domu Rothschildů Das erste österreichisch-ungarische Hochofen Gesellschaft (První rakousko-uherská vysokopecní společnost) ve Vídni. Podílníky byli kromě Anselma Salomona Rothschilda a bratří Gutmannů ještě hrabě Johann Larisch-Mönnich (1821–1884) a uherský magnát hrabě Emanuel Andrássy (1821–1891). Společnost vznikla z potřeby zabezpečit si dovoz železné rudy pro své podniky a v souvislosti s výstavbou Košicko-bohumínské dráhy. Podílníci po ustanovení společnosti zahájili v roce 1872 výstavbu nového železárenského závodu Žofinská huť v Moravské Ostravě. V témže roce získali povolení ke stavbě vlečky napojené na Montánní dráhu. V roce 1886 byly vysoké pece spojeny kolejemi Montánní dráhy na jedné straně s pudlovnou, do které se dodávala část vyrobeného surového železa, a na druhé straně s koksovými bateriemi Centrální koksovny, která dodávala koks.
Východně od jámy Karolina byla v letech 1872–1873 postavena Žofínská huť s jedinou vysokou pecí skotského typu. První tavba proběhla 29. listopadu 1873. V důsledku krize a s tím spojených odbytových potíží byla huť mezi léty 1873–1880 odstavena. V roce 1880 si Žofínskou huť pronajala a uvedla do provozu společnost Vítkovické horní a hutní těžířstvo (VHHT), která ji v roce 1888 odkoupila. Společnost Erste österreichisch-ungarische Hochofen Gesellschaft byla zlikvidována likvidátorem Josephem Jeannée.
V roce 1883 byla uvedena do provozu druhá vysoká pec skotského typu. S první vysokou pecí měla společný výtah na sazebnu s parním pohonem. Třetí vysoká pec skotského typu byla postavena jako samostatný objekt v roce 1889.

## Likvidace
Žofínská huť byla v provozu až do roku 1972, kdy byl její provoz ukončen. Poslední odpich byl proveden 15. března 1972. Konec hutě byl spojen s diskuzemi, které se o pár let později opakovaly při zastavení provozu vysokých pecí v Dolní oblasti Vítkovic. Huť byla atraktivním prvkem průmyslového města, na rozdíl od Dolní oblasti přímo v jeho centru. Vážně se uvažovalo o využití areálu. Proti prosazení vypracovaného libreta využití stály náklady, které byly vyčísleny na 12 mil. investic a 3,2 mil. provozních nákladů ročně.
Demolici hutě provedla do roku 1974 firma Vítkovické stavby n.p.. Průběh demolice zdokumentoval film Příběh o Žofii (2015) režiséra Petra Kudely.
Na základě vládního usnesení č. 261/1975 (Politicko-hospodářské a technické zásady pro rozpracování směrného územního plánu města Ostravy) byla přestavba centrální části města rozvržena do 18 etap. Karolina a prostor zrušené Žofinské hutě byl zařazeny do etapy Centrum XII. Už v roce 1977 bylo postaveno centrální parkoviště pro 1950 aut.Tato plocha byla využívána ministerstvem vnitra pro nácvik potlačování demonstrací.[zdroj?]
Zachovalo se tzv. Dvojhalí – někdejší Energetická ústředna III s velínem Žofinské huti v těsném sousedství Staré elektrárny koksovny Karolina. Energetická ústředna III sloužila jako dmychadlovna vzduchu do vysokých pecí. Dvojhalí bylo na svou dobu postaveno moderně, jde o ocelový skelet zastřešený příhradovými vazníky. Výplň obvodové konstrukce tvoří režné zdivo. První hala vznikla v roce 1907, druhá podle původního projektu až roku 1927. Obě historické budovy byly zachráněny jako památky průmyslové architektury a jsou kulturními památkami ČR.
Bývalá hala ústředny koksovny Karolína a dvojhalí Žofinské huti byly přestavěny na multifunkční centrum tzv. Trojhalí, studijní návrhy vypracoval architekt Josef Pleskot. Náklady na přeměnu byly odhadovány na 300 milionů korun.